# 2707 Ueferji
A 2707 Ueferji (ideiglenes jelöléssel 1981 QS3) a Naprendszer kisbolygóövében található aszteroida. Henri Debehogne fedezte fel 1981. augusztus 28-án.